# Panagia tis Podithou

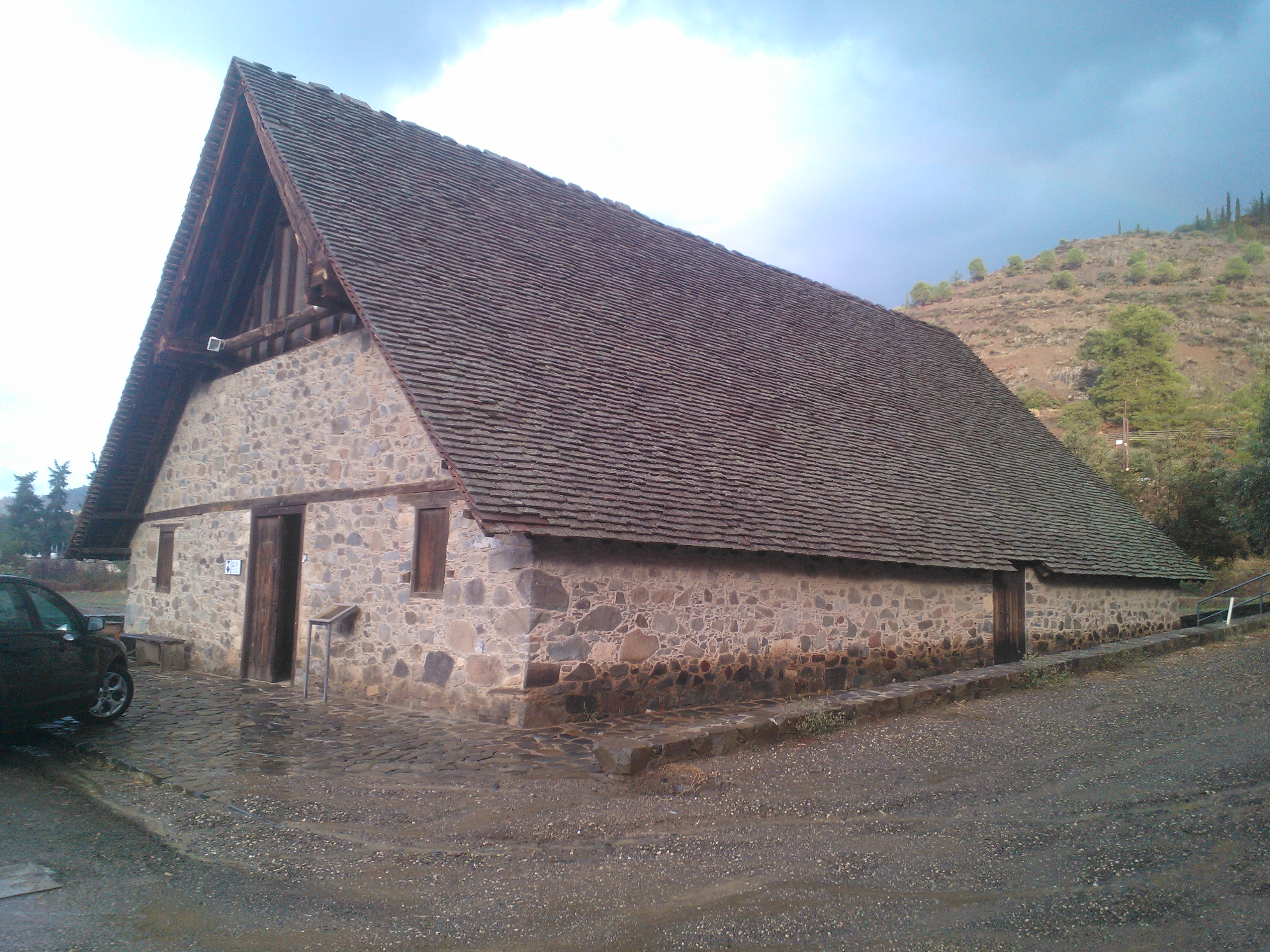
Panagia Podithou

Panagia tis Podithou (griechisch Παναγία της Ποδίθου), auch Panagia Eleousa tis Podithou (griechisch Παναγία Ελεούσα της Ποδίθου ‚Barmherzige Gottesmutter von Podithou‘) genannt, ist ein Kirchengebäude der zyprisch-orthodoxen Kirche auf Zypern. Die Kirche wurde 1985 von der UNESCO als Teil der Weltkulturerbestätte Bemalte Kirchen im Gebiet von Troodos in das UNESCO-Welterbe aufgenommen.

## Beschreibung
Die Marienkirche ist eine der vier mit Fresken ausgemalten Kirchen in Galata und der näheren Umgebung. Sie gehört zu den Scheunendachkirchen im Troodos-Gebirge und ist Maria, der Mutter Jesu, als Panagia (die Allheilige, die Allerheiligste) geweiht. Knapp 100 m östlich liegt die kleinere Kirche Panagia Theotokos oder Archangelos Michail, die in demselben Teilgebiet der Welterbestätte enthalten ist.
Der Bau wurde laut Inschrift 1502 auf Wunsch und Kosten des französischen Adligen Demetrios de Coron und seiner Frau Helena errichtet. Die Kirche gehörte zu einem heute verschwundenen Kloster. Sie ist von einer Mauer umgeben; auf dieser setzt das Satteldach auf, so dass zwischen Kirche und Mauer ein überdachter Gang entsteht.
Die Gemälde sind aus der Erbauungszeit und zeigen den Einfluss der westlichen Renaissance.

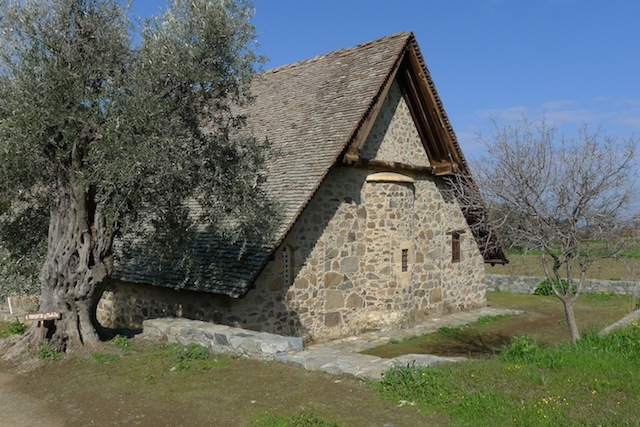
Rückansicht
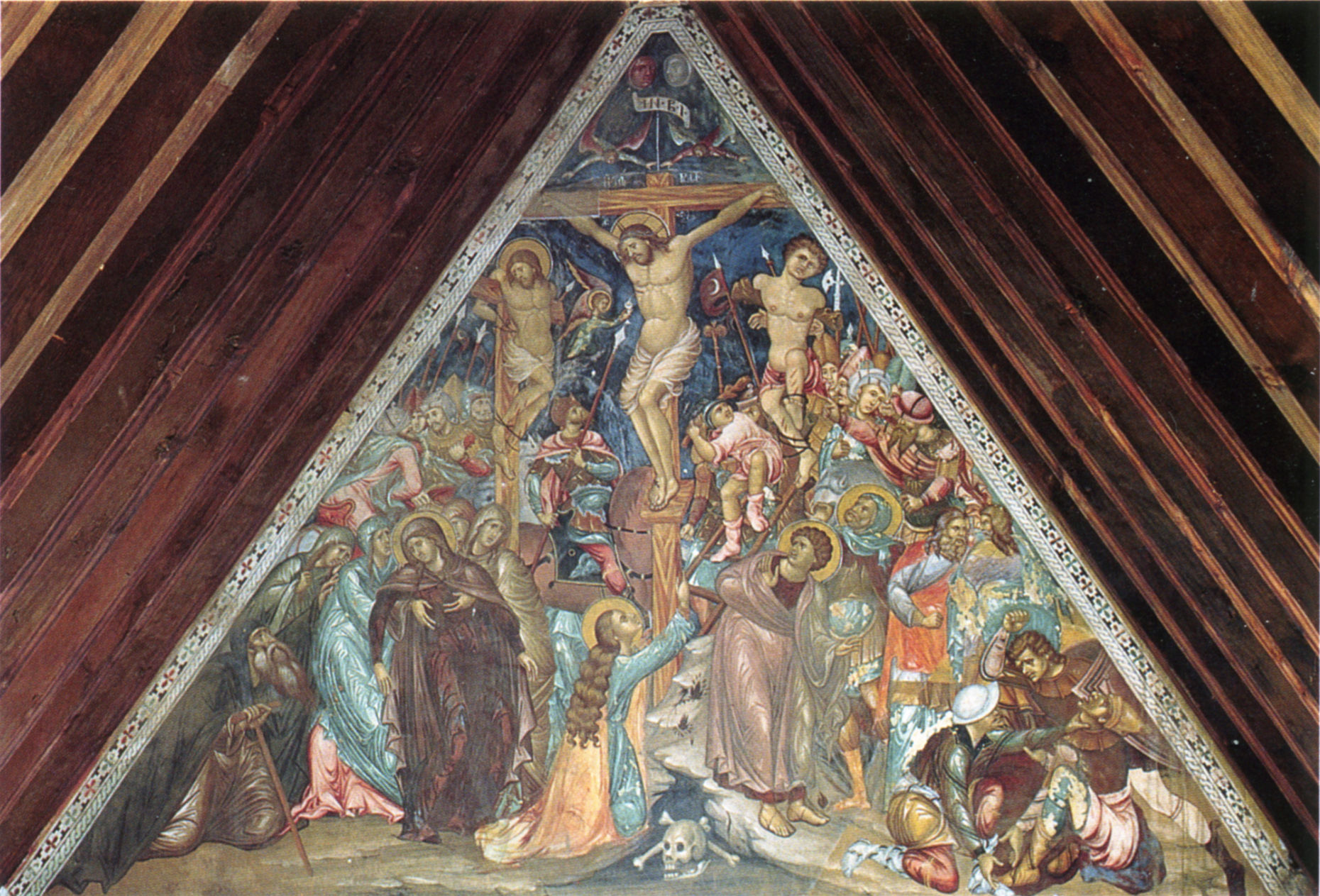
Kreuzigung
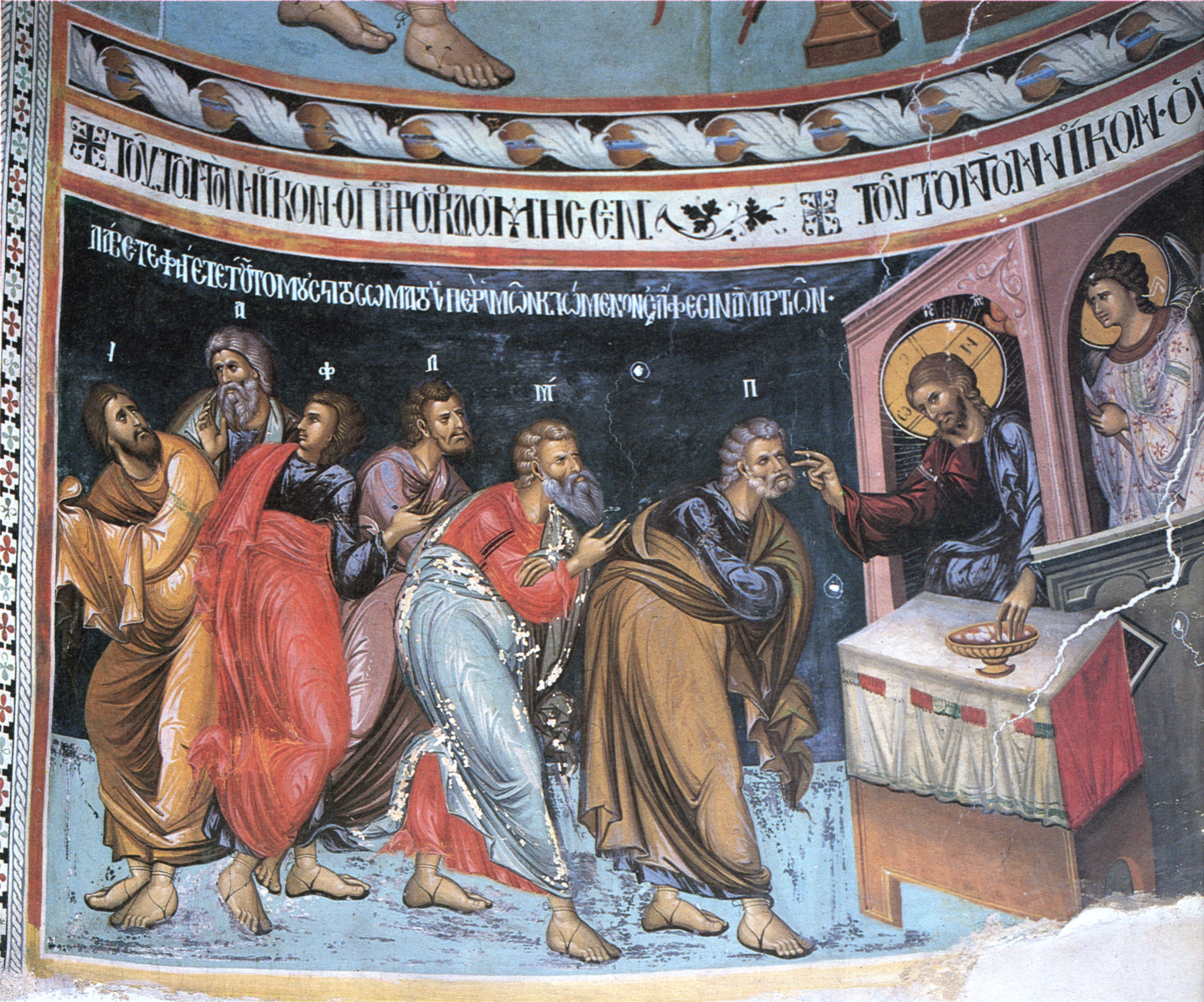
Apostelkommunion, linker Teil
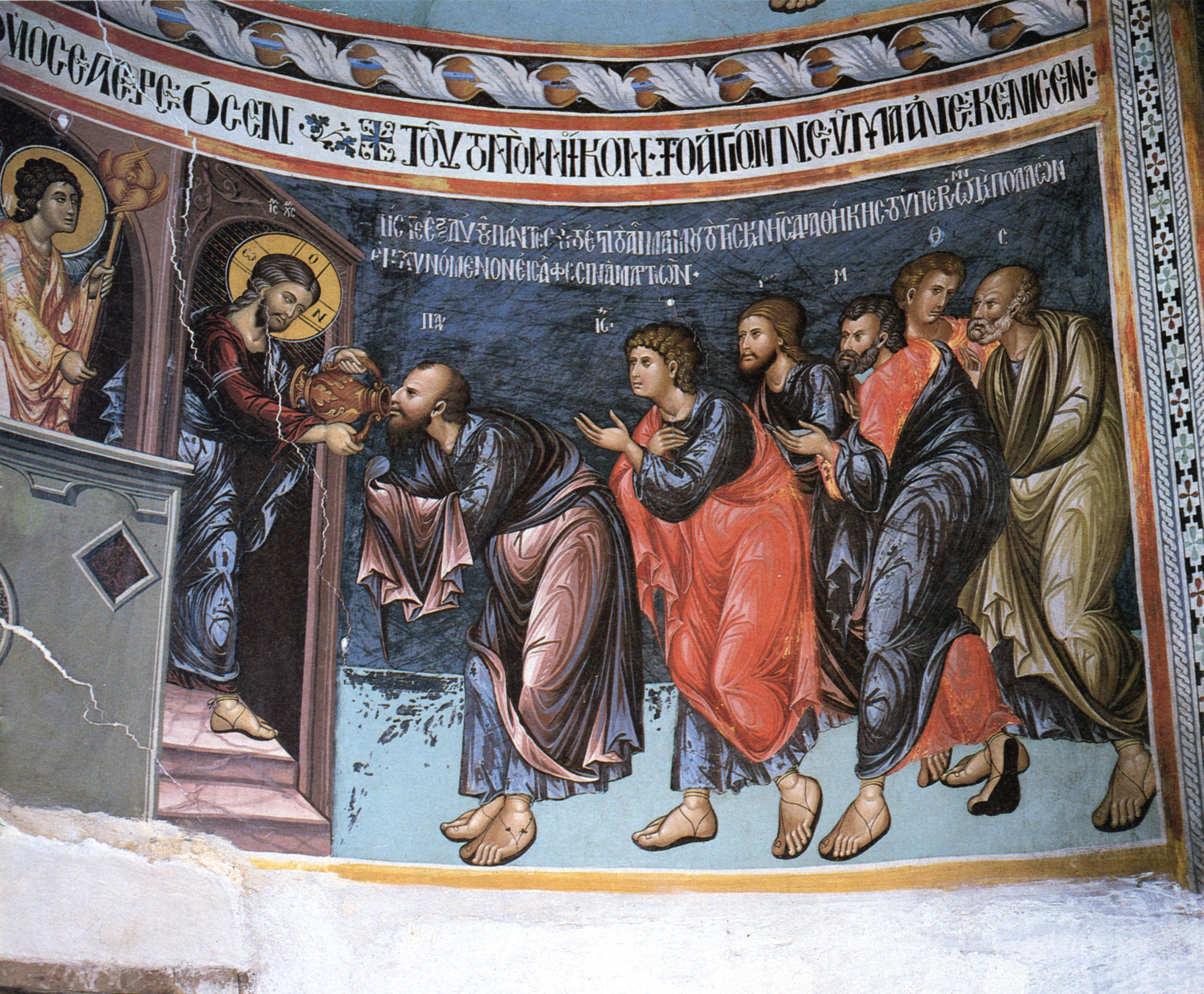
Apostelkommunion, rechter Teil